# Бадминтон на плажи
Бадминтон на плажи или Бичминтон (име изведено од бадминтона и бич, енглеска ријеч за плажу) односи се на актуелни тренд спорта који се може описати као изданак бадминтона, али се за разлику од њега игра на пијеску.

## Карактеристике спорта и правила
У почетку су терени за одбојку на пијеску коришћени за бадминтон на пијеску. Потребна је сљедећа опрема:
- Терен је димензија 8к16 м, што је нешто веће од величине мјеста за традиционалну (олимпијску) верзију ове игре. Број играча у тимовима варира од 1 до 3 особе.
- Мрежа је висини од 1,70 м. У централном дијелу је нешто нижа - 1,68 м. Ово је нешто више него у затвореној спортској верзији игре, али се лако објашњава отвореношћу терена.
- За пјешчане ознаке терена користе се стандардне одбојкашке ознаке. Такође се додају линије маркера - морају бити означене паралелно са мрежом.
- Између играча и мреже треба да буде 4 м.
- Учесник турнира ће стајати на овом мјесту на почетку игре, иако због погодности и спровођења сопствене стратегије може да се удаљи даље од линије маркера у правцу мреже.
- Могућност да узму лопту имају подједнако сви чланови противничке екипе. То јест, сваки противник може да погоди било коју тачку терена.
- Ко добије извлачење служи следећи пут. Али сваки пут други члан тима мора да сервира - заузврат.
- Стране морају да мењају сваки сет како би се изједначили временски и природни утицаји на игру (вјетар, светлост, неравнине терена).
- Ако је резултат 20-20, наставља се све док разлика не буде два поена.

## Неопходна опрема
За верзију игре на плажи биће вам потребне стандардне ракете за бадминтон и пластична лопта, без перја. Те лопте се мање сломи, не морате чистити пијесак, чак га можете опрати и обојити у боје објекта. А за играче, пластична лоптица пружа додатну заштиту од оштећења.

## Стандардна верзија турнира у бадминтону на плажи
Правила се креирају за парове. Један меч укључује 3 игре са по двије победе. И игра се једна утакмица док један од тимова не добије 21 поен. Правила традиционалне игре у затвореном се поштују са мањим изузецима. Дакле, можете да сервирате било ком дијелу зоне противника. 